# Ring-A-Ling
"Ring-A-Ling" é uma canção da cantora dinamarquêsa de eurodance Tiggy. Foi lançado em 1996 como single de estreia da cantora e alcançou grande desempenho na Escandinávia, principalmente na Dinamarca, onde ficou em primeiro lugar por oito semanas consecutivas. A canção foi escrita pela equipe "CMN", Christian Møller Nielsen, Heidi Lykke Larsen e Henrik Carlsen e produzida por Hartmann & Langhoff, que trabalharam com Aqua, Me & My e outros grupos de bubblegum dance. Ring-A-Ling foi traduzido para chinês e ganhou uma versão pelo cantor taiwanês Yuki HSU em 1998 como "Ai de Ding Dong".

## Lista de Faixas
Denmark 'CD Single'
1. "Ring-A-Ling" (Flex Radio Version) - 3:51
2. "Ring-A-Ling" (Extended Flex Mix) - 5:14
3. "Ring-A-Ling" (Flex Disco Mix) - 6:16
4. "Ring-A-Ling" (Alone In The Desert Mix) - 6:21

## Desempenho nas tabelas musicais

### Tabela musical
| Tabela musical (1996)     | Posição de pico |
| ------------------------- | --------------- |
| Dinamarca - (Tracklisten) | 1               |